# Station Duiven
Station Duiven is een spoorwegstation in het Gelderse Duiven aan de Rhijnspoorweg. Het station werd gelijktijdig met de oplevering van de spoorlijn Arnhem - Emmerich geopend op 15 februari 1856. Aanvankelijk werd het station gebruikt door boeren en tuinders die in Arnhem hun groenten en eieren verkochten en door scholieren. Door de opkomst van de bus in de jaren twintig liep het reizigersvervoer sterk terug. In 1936 werd het station gesloten. Eenzelfde lot ondergingen de nabijgelegen stations Westervoort en Groessen.
Op 11 september 1944 werd het stationsgebouw verwoest.
In 1967, met het verschijnen van de tweede nota voor ruimtelijke ordening, kwamen de eerste plannen het station te heropenen. Uiteindelijk kwam het hiervan in 1980. Het nieuwe station lag overigens een paar honderd meter oostelijker dan het voorgaande station.
Het station van Duiven is in 2008 gebruikt om de nieuwe huisstijl van de NS uit te proberen. Het Duivense station was een van de vier locaties in Nederland waar nieuwe meubels, wanden, vloeren en verlichting werden getest. In 2012/2013 is het station geheel gerestaureerd en gemoderniseerd, tevens is het gebied eromheen opnieuw ingericht als voetgangersgebied.

## Dienstregeling
Station Duiven wordt bediend door de volgende treinseries:
| Serie       | Treinsoort         | Route                                                         | Bijzonderheden |
| ----------- | ------------------ | ------------------------------------------------------------- | --- |
| 30700 RS 32 | Stoptrein (Hermes) | Arnhem Centraal – Duiven – Doetinchem                         | Rijdt onder de naam brengdirect en rijdt niet in de avonduren (na 20:00 uur) en het weekend. Verzorgt samen met Arriva een kwartierdienst tussen Arnhem en Doetinchem. |
| 30900 RS 32 | Stoptrein (Arriva) | Arnhem Centraal – Duiven – Doetinchem – Terborg – Winterswijk | Rijdt op zondag ochtend slechts 1x per uur richting Winterswijk. Vormt dan tussen Arnhem en Terborg een 30 minuten dienst met 36900. Op zondag ochtend begint de rit richting Arnhem 1x per uur in Winterswijk en 1x per uur in Terborg. Verzorgt samen met Hermes (die onder de naam brengdirect rijdt) doordeweeks tot 20:00 uur een kwartierdienst tussen Arnhem en Doetinchem. |
| 36900 RS 32 | Stoptrein (Arriva) | Arnhem Centraal – Duiven – Doetinchem – Terborg               | Rijdt op zondagochtend 1 keer per uur richting Terborg. Vormt dan tussen Arnhem en Terborg een 30 minuten dienst met 30900. Rijdt niet op maandag tot en met zaterdag. Rijdt niet richting Arnhem. |

Van december 2005 tot juni 2006 reed Syntus op proef in het weekend een extra stoptreinverbinding Arnhem – Emmerich. Deze proef werd wegens tegenvallende reizigersaantallen eerder dan gepland beëindigd. Vanaf 6 april 2017 rijdt er weer een trein tussen Arnhem en Emmerich, deze trein stopt echter niet op station Duiven.

## Afbeeldingen

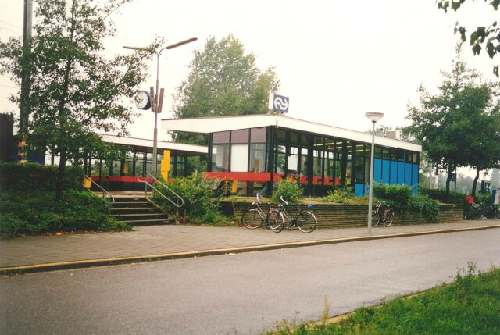
Station in 2006
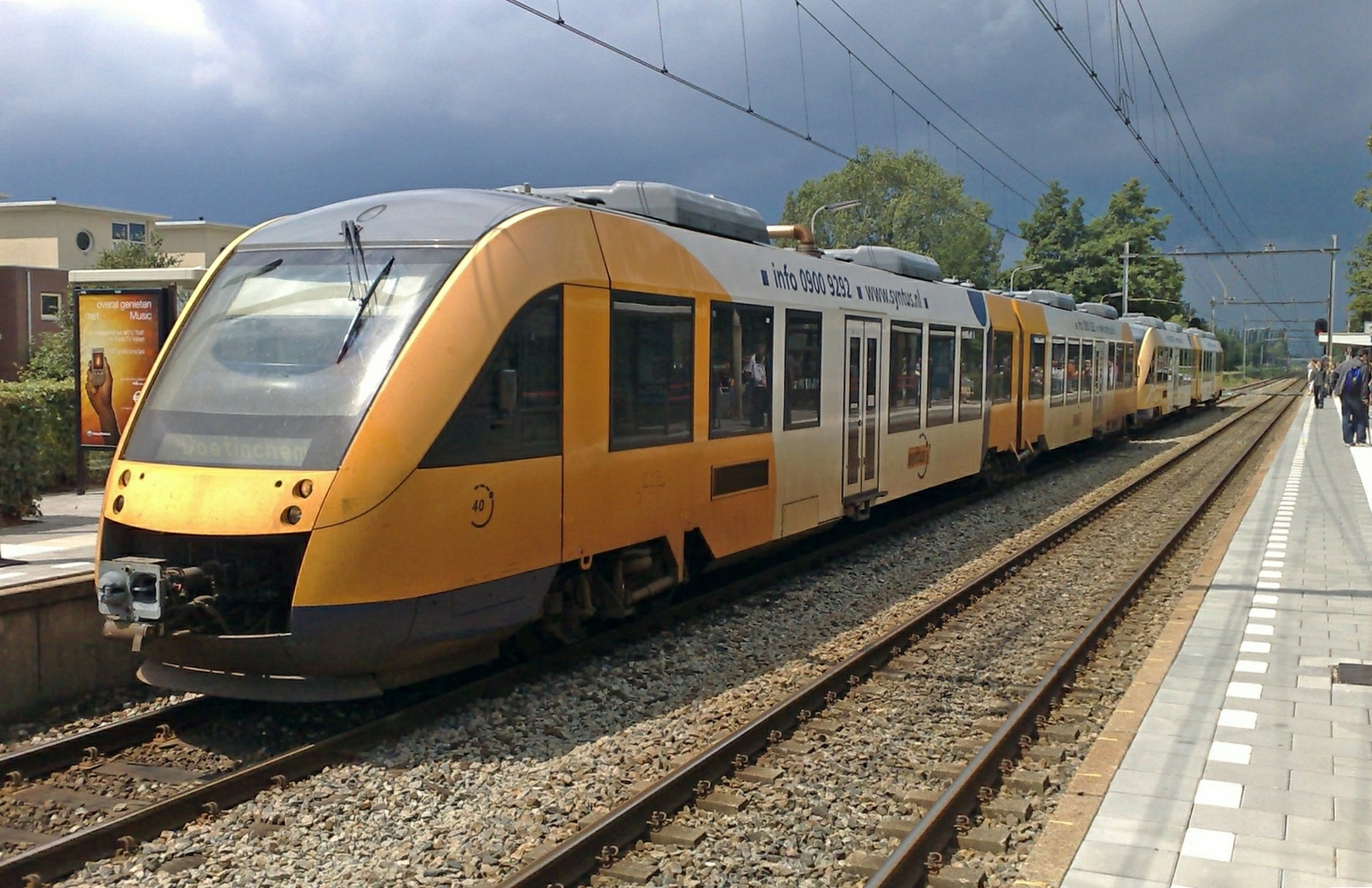
LINT van Syntus op het station
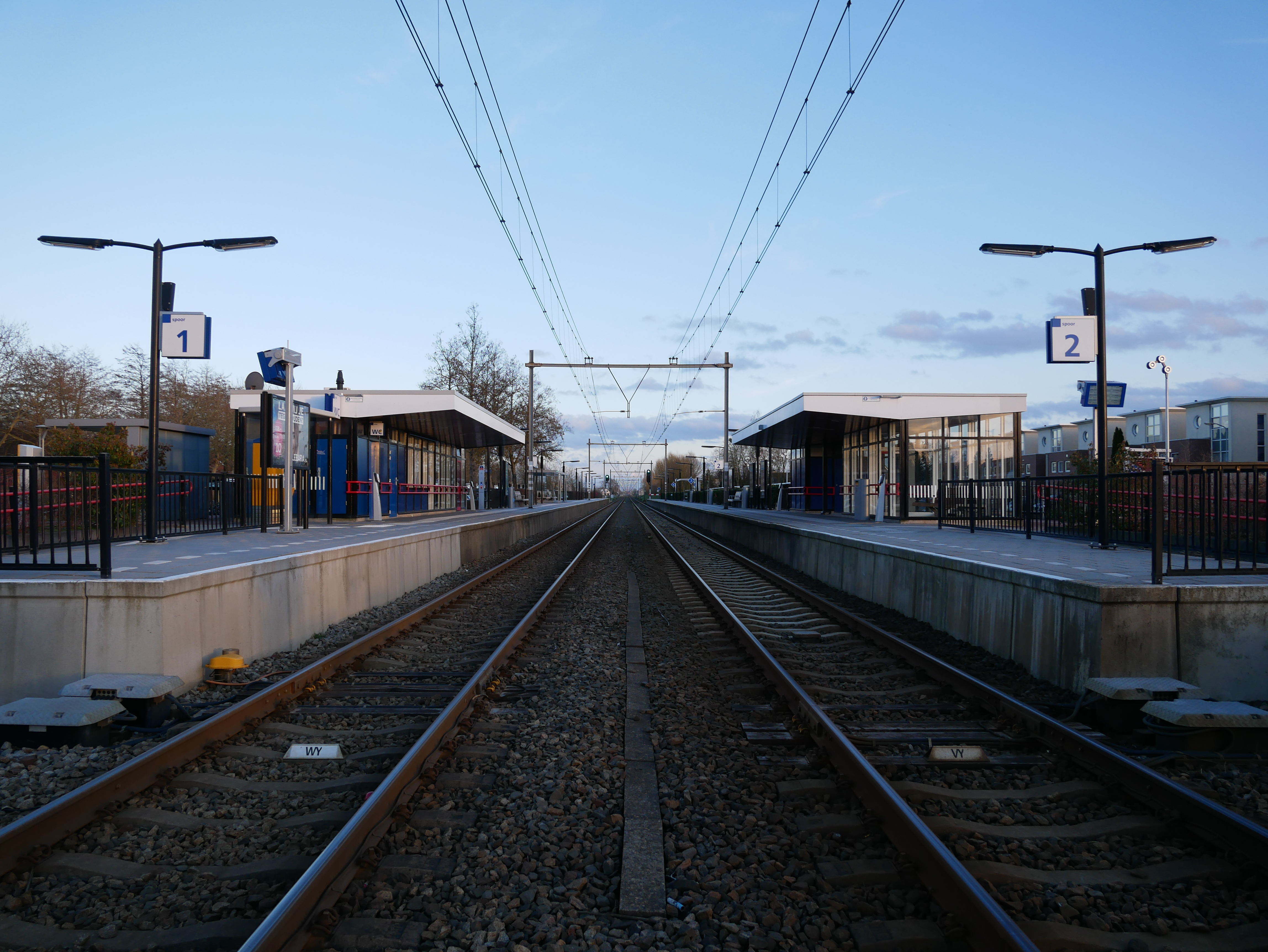
Perrons

0: Amsterdam Centraal · 
1: Amsterdam Muiderpoort · 
2: Amsterdam Weesperpoort · 
3: Amsterdam Amstel · 
4: Duivendrecht · 
6: Amsterdam Arena (stadionhalte) ·
6: Amsterdam Bijlmer ArenA · 
9: Amsterdam Holendrecht ·
11: Abcoude · 
16: Vreeland · 
19: Nieuwersluis-Loenen · 
23: Breukelen · 
28: Maarssen · 
33: Utrecht Zuilen · 
35: Utrecht Centraal · 
37: Jeremiebrug · 
37: Utrecht Vaartsche Rijn · 
38: Houtenschepad · 
39: Meerveldscheweg · 
40: Vechten · 
42: Bunnik · 
47: Driebergen-Zeist · 
50: Driebergen-Austerlitz · 
53: Maarn (oud) · 
54: Maarn · 
57: Maarsbergen · 
62: Heuvelsche Steeg · 
68: Veenendaal-De Klomp · 
75: Ede-Wageningen · 
80: Buunderkamp · 
84: Wolfheze · 
88: Oosterbeek · 
92: Arnhem Centraal · 
93: Arnhem Velperpoort · 
96: Fort Westervoort · 
97: Oostzijde Brug · 
98: Westervoort · 
101: Duiven · 
105: Groessen · 
106: Zevenaar · 
111: Babberich · 
115: Elten
Huidige stations:
Aalten ·
Apeldoorn · 
-De Maten · 
-Osseveld ·
Arnhem:
-Centraal · 
-Presikhaaf · 
-Velperpoort · 
-Zuid ·
Barneveld:
-Centrum · 
-Noord ·
-Zuid ·
Beesd ·
Brummen ·
Culemborg ·
Didam ·
Dieren ·
Doetinchem · 
-De Huet · 
Duiven ·
Ede:
-Centrum ·
-Wageningen ·
Elst ·
Ermelo ·
Gaanderen · 
Geldermalsen ·
't Harde ·
Harderwijk ·
Hemmen-Dodewaard ·
Kesteren ·
Klarenbeek ·
Lichtenvoorde-Groenlo ·
Lochem ·
Lunteren ·
Nijkerk ·
Nijmegen · 
-Dukenburg · 
-Goffert · 
-Heyendaal · 
-Lent ·
Nunspeet · 
Oosterbeek ·
Opheusden ·
Putten ·
Rheden ·
Ruurlo ·
Terborg ·
Tiel · 
-Passewaaij ·
Twello · 
Varsseveld · 
Veenendaal-De Klomp · 
Velp · 
Voorst-Empe · 
Vorden · 
Wehl ·
Westervoort · 
Wezep · 
Wijchen ·
Winterswijk · 
-West · 
Wolfheze · 
Zaltbommel · 
Zetten-Andelst · 
Zevenaar · 
Zutphen
Voormalige stations: lijst van voormalige spoorwegstations in Gelderland